# Омуртаг (община)
Омуртаг (болг. Община Омуртаг) — община в Болгарии. Входит в состав Тырговиштской области.
Население общины на 15 сентября 2008 года составляет 27 348 человек. Площадь территории общины — 401,7 км².
Административный центр — город Омуртаг.
Кмет (мэр) общины — Неждет Джевдет Шабан (Движение за права и свободы (ДПС)) по результатам выборов в правление общины.

## Географическое положение
Община Омуртаг расположена в юго-восточной части Тырговиштской области, на территории историко-географических областей Герлово и Сланик. Граничит с общинами Тырговиштской области и Антоново и Тырговиште. На востоке граничит с общиной Вырбица (Шуменская область), а на юге — с общиной Котел (Сливенская область).

## Состав общины
В состав общины входят следующие населённые пункты:
1. Беломорци
2. Болгараново
3. Великденче
4. Величка
5. Веренци
6. Веселец
7. Висок
8. Врани-Кон
9. Голямо-Церквиште
10. Горна-Хубавка
11. Горно-Козарево
12. Горно-Новково
13. Горско-Село
14. Долна-Хубавка
15. Долно-Козарево
16. Долно-Новково
17. Звездица
18. Зелена-Морава
19. Змейно
20. Илийно
21. Камбурово
22. Кестеново
23. Козма-Презвитер
24. Красноселци
25. Могилец
26. Обител
27. Омуртаг
28. Панайот-Хитово
29. Паничино
30. Петрино
31. Плыстина
32. Птичево
33. Пыдарино
34. Росица
35. Рытлина
36. Станец
37. Тыпчилештово
38. Угледно
39. Царевци
40. Церовиште
41. Чернокапци

## Транспорт
По территории общины проходит автодорога национального и регионального значения — М-4 (Бургас — Варна), а в меридиональном направлении её пересекает дорога II-48 (Тырговиште — Сливен).